# Gerda Bikales
Pour les articles homonymes, voir Bikales.
Gerda Bikales (née Bierzonski) (14 mai 1931, Breslau,  Allemagne, aujourd'hui Wrocław, Pologne-) est une enseignante américaine, qui en 1943 est une jeune réfugiée juive allemande vivant illégalement à Lyon avec sa mère, les deux étant sauvées de la déportation lors de la rafle de la rue Sainte-Catherine à Lyon, par Germaine Ribière, Juste parmi les Nations.

## Biographie
Gerda (Gitel) Bierzonski est née le 14 mai 1931, à Breslau, en Allemagne, aujourd'hui Wrocław, Pologne, de parents polonais. Son père réussit à émigrer aux États-Unis en 1938. En 1939 sa mère et elle arrivent à Anvers, en Belgique.

### Témoignage de Gerda Bikales
Il a fallu soixante ans à Gerda Bikales pour découvrir l'identité de la personne qui lui avait sauvé la vie ainsi qu'à sa mère,.
« Pendant soixante ans, je n'ai rien su sur cette femme qui m'a sauvé la vie en ce froid matin de février 1943. Ni son nom, ni comment elle en est arrivée là, ou ce qui lui est arrivé plus tard »,,.
Gerda Bikales et sa mère sont des réfugiées juives allemandes vivant illégalement à Lyon, et qui doivent périodiquement se rendre aux bureaux de l'UGIF, au 12 de la rue Sainte-Catherine.
Face aux multiples arrestations, Gerda décide de ne plus retourner à l'école et de rester avec sa mère. Mère et fille sont conscientes du danger et prennent des précautions lorsqu'elles se déplacent.
En ce jour de février 1943, elles vont faire un saut aux bureaux de l'UGIF, pour chercher des tickets de rationnement.
« Tout paraissait normal, alors nous sommes entrées dans l'immeuble et nous avons grimpé l'escalier. À mi-chemin nous avons remarqué que la femme qui était occupée à nettoyer le premier étage nous faisait signe, discrètement nous indiquant de partir. Nous n'avons pas posé de questions, nous avons fait demi-tour et nous sommes sorties,. »
Gerda et sa mère apprennent plus tard dans la journée que la Gestapo avait tendu une souricière dans les bureaux de l'UGIF. Cela a duré des heures. Si Germaine Ribière a sauvé de nombreux Juifs ce jour-là, il y eut malgré tout des arrestations, conduisant à quatre-vingt-quatre déportations.
« Depuis ce jour-là, je me suis souvent demandé qui était cette femme qui avait sauvé nos vies. Était-elle la concierge qui avait observé les Allemands entrer et ne pas ressortir ? Était-elle une employée dans un bureau de l'immeuble ? Ou peut-être une locataire ? Une chose dont j'étais sûre : elle avait risqué sa vie pour avertir les Juifs du danger qui les attendait. Si elle n'avait pas été présente ce matin-là, je ne serais pas ici à l'heure actuelle pour raconter cette histoire »,.
Des années plus tard, l'époux de Gerda Bikales accepte un emploi en France où le couple s'installe. Gerda va en pèlerinage au 12, rue Sainte-Catherine (Lyon) et remarque la modeste plaque fixée à l'entrée de l'immeuble, commémorant le raid de la Gestapo de 1943. Puis à Paris, Gerda Bikales assiste à une conférence de Germaine Ribière sur l'affaire Finaly et constate que Germaine Ribière est âgée, avec une voix plutôt faible. Après la conférence, Germaine Ribière dédicace des exemplaires de son livre sur l'affaire Finaly, dont l'exemplaire de Gerda Bikales, mais celle-ci ne se doute toujours pas qu'elle a de fait rencontré sa protectrice. L'identité de celle-ci ne sera révélée que le jour où l'époux de Gerda Bikales lui montre un journal mentionnant le décès de Germaine Ribière et décrivant ses hauts faits.
Gerda Bikales regrette de ne pas avoir su ce que représentait pour elle Germaine Ribière, et bien que leurs chemins se soient croisés à nouveau, en temps de paix, les deux protagonistes n'ont pas fait le lien.
« Je pense à elle souvent, avec affection et gratitude. Elle n'est plus une figure vague et anonyme dans mon esprit. Son pays et la communauté juive l'ont honorée et se sont honorés en le faisant. Et je suis particulièrement fière de mon héroïne »,,,.

### Après la Guerre
Gerda Bikales et ses parents survivent à la Shoah.
Elle fait ses études à l'Upsala College et à l'Université Rutgers. Elle obtient un Master degree in Social Welfare.
Elle préside U.S. English, elle qui connaît quatre langues (allemand, yiddish, flamand et français) avant d'apprendre l'anglais, lorsqu'elle émigre à l'âge de 16 ans aux États-Unis.
Elle épouse Norbert M. Bikales, chimiste et administrateur scientifique le 28 avril 1951. Il est né le 7 janvier 1929 à Berlin, fils de Salomon et Bertha (Bander) Bikales. Ces derniers émigrent aux États-Unis en 1946. Ils ont deux enfants: Edward A. Bikales et Marguerite Sarlin Bikales.